# Mecaphesa importuna belkini
Mecaphesa importuna là một phân loài nhện trong họ Thomisidae.
Loài này thuộc chi Mecaphesa. Mecaphesa importuna belkini được miêu tả năm 1965 bởi Schick.